# Org-mode
Org-mode (также: орг мод; произносится /ɔːɡ məʊd/) — это режим редактирования и организации заметок, планирования, и разработки в свободном текстовом редакторе Emacs. Название используется для обозначения текстовых файлов («org-файлов»), которые включают в себя простые метки для обозначения уровней иерархии (это может быть план эссе, список тем с подразделами, вложенный компьютерный код, …), и редактор с функциями, который может читать разметку и манипулировать иерархией элементов (развернуть/скрыть элементы, перемещать блоки элементов, проверять списки предметов, …).
Org-mode был создан Домиником Карстеном в 2003 году, первоначально для организации своей жизни и работы, и после первого релиза многочисленные пользователи и разработчики внесли свой вклад в этот свободный пакет, Emacs содержит Org-mode как основной режим. Бастьян Герри является сопровождающим org-mode в сотрудничестве с активным сообществом разработчиков. С момента своего успеха в EMACS некоторые другие системы также начали предоставлять функции для работы с org-файлами.

## Устройство
Главная страница Org-mode гласит, что «по своей сути, org-mode — простой планировщик для заметок и управления списками». Автор Доминик Карстен объясняет, что «Org-mode делает древовидные списки, заметки, гиперссылки, таблицы, списки TODO, планирование проектов, GTD, HTML и LaTeX разметку, всё с обычными текстовыми файлами в Emacs.»
Org-система основана на текстовых файлах с простой разметкой, которая делает файлы очень портативными. Linux Information Project поясняет, что «Обычный текст поддерживается почти каждым приложением, в любой операционной системе».
Система включает в себя облегченный язык разметки для текстовых файлов (аналогично функциям в Markdown, reStructuredText, Textile, и др., с другой реализацией), что позволяет строкам или участкам обычного текста, быть иерархически разделенными, помеченными, связанными и так далее.

## Функциональность
В этом разделе приводится несколько примеров использования иерархического отображения и редактирования обычного текста.
- Списки часто имеют подзадачи, и поддаются иерархическому устройству. Org-mode способствует этому, позволяя задавать элементам теги и свойства, такие как приоритеты и сроки выполнения, подразделяет на простые шаги (вложенные подзадачи и/или контрольные списки), и учитывает теги и свойства. В календаре пункты, которые предстоит сделать на этой неделе, могут быть автоматически сгенерированы из дата тегов.[12]
- Простой текстовый планировщик.[13]

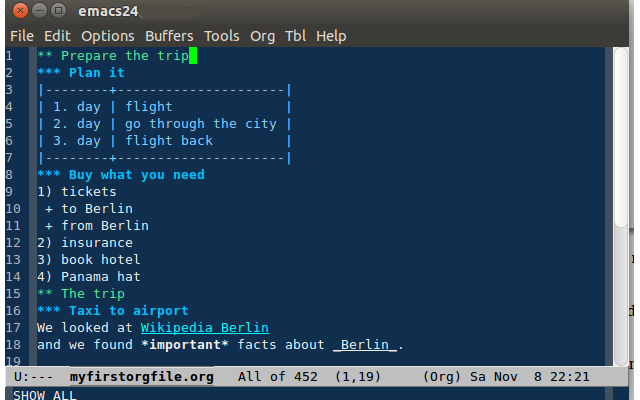
Текстовый файл показывает дерево в emacs org-mode

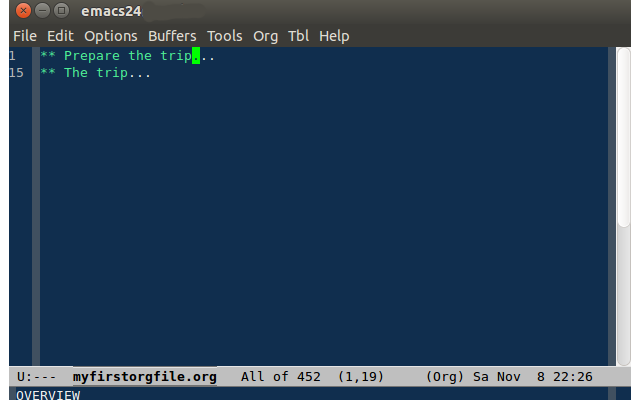
Тот же org-файл, показанный в обзоре в emacs org-mode

- Org-файлы как взаимосвязанные страницы личной Вики, с помощью разметки для ссылок.
- Отслеживание ошибок в проекте, за счет хранения org-файлов в распределенных системах контроля версий, таких как Git.

## Интеграция
Org-mode имеет особенности для экспорта в другие форматы, и другие системы имеют особенности в обработке форматов org-mode. Кроме того, полнофункциональный текстовый редактор может иметь функции для обработки Вики-ресурсов, личных контактов, электронной почты, календарей и так далее; так как org-mode — это просто обычный текст, эти функции также могут быть включены в org-mode.
Экспорт пакетов в другие языки разметки, такие как MediaWiki (org-export-generic, org-export), во flashcard обучающие системы, реализующие алгоритмы SuperMemo (org-drill, org-learn).
За пределами org-mode редакторов, org-разметка поддерживается на github, в системе отслеживания ошибок JIRA , Pandoc, и других.
Некоторые системы, которые обрабатывают org-файлы:
- GNU/Emacs
- Мобильные приложения:[17]
  - MobileOrg для iOS.
  - MobileOrg для Android.
  - MobileOrgNG для Android.
  - Orgzly для Android.
- В текстовом редакторе Vim, с помощью плагинов:[18]
  - VimOrganizer — это emacs org-mode клон для Vim.
  - vim-orgmode — планирование и управление задачами для Vim на основе Emacs Org-mode.
  - VOoM — планировщик, включающий режим разметки Org.
  - vxfold.vim — сворачивание, подобное Emacs Org-mode.
- Sublime Text с Org-синтаксисом и функциями, использующими плагин orgmode.[19]